# Церковь Рождества Пресвятой Богородицы (Прудки)
Церковь Рождества Пресвятой Богородицы — приходской православный храм в деревне Прудки Зарайского района Московской области. Относится к Коломенской епархии Русской православной церкви. Построен в 1849 году. Здание церкви является объектом культурного наследия регионального значения и находится под охраной государства.

## История храма
В 1676 году в этой местности в окладных книгах упоминается деревянная церковь, при которой значится «15 четвертей в поле, а в дву потомуж, сенных покосов на 30 копен и 38 приходских дворов, в том числе 9 боярских». Деревня Плешкова значилась в приходе.

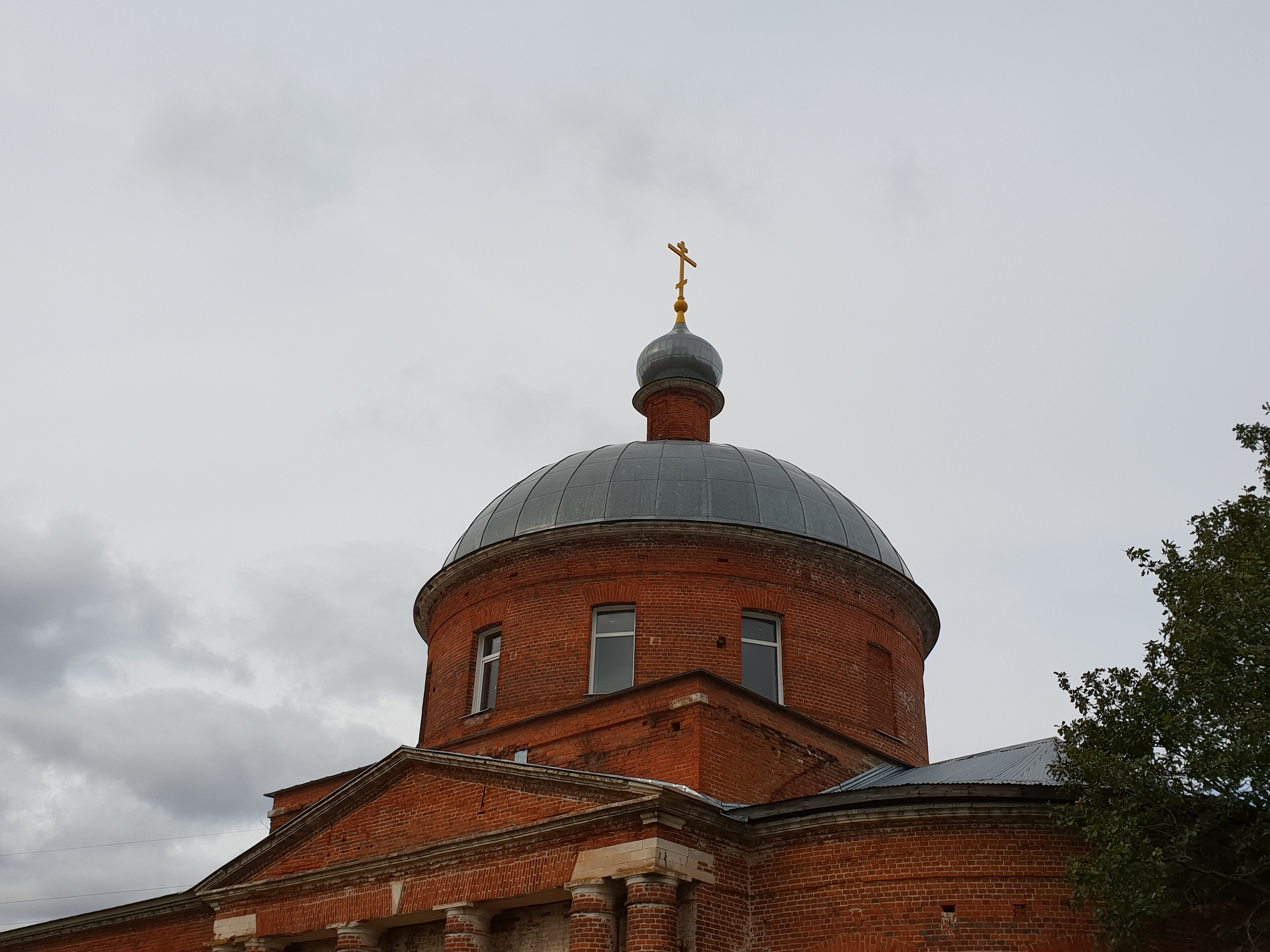
Купол храма

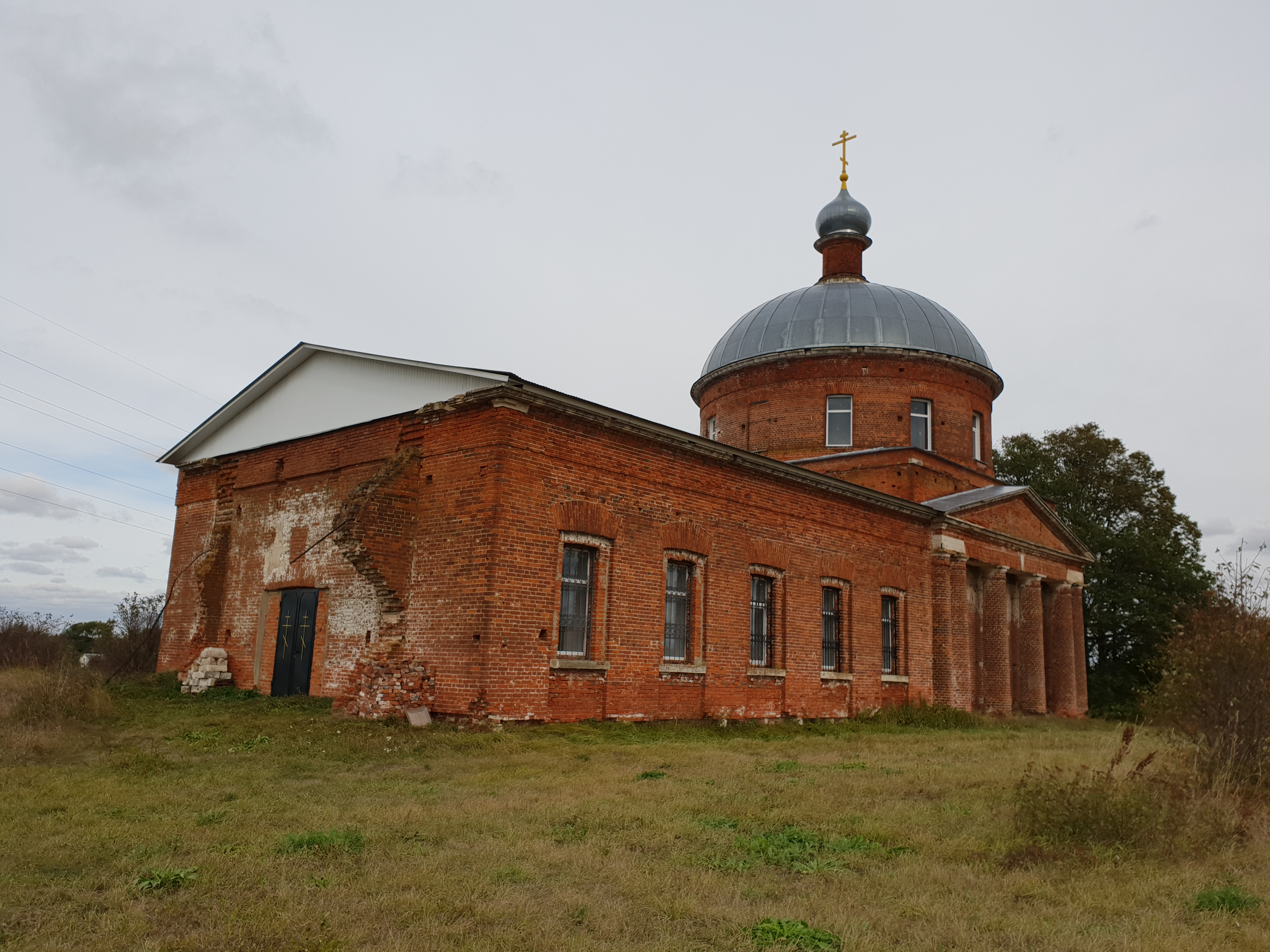
Задний фасад здания

В 1744 году капитан Максим Михайлов возобновил работу храма, но ненадолго. В 1818 году уже полковник Пётр Полибин принял участие в восстановлении церкви.
В 1849 году тот же Полибин принял активное участие в строительстве каменной церкви с Казанским и Петропавловским приделами. Храм сложен из кирпича с деталями из белого камня. Здание внушительное по размерам, выполнено в стиле позднего классицизма, тип постройки — «ротонда на четверике». Алтарь с колокольней соединён обширной трапезной, шестиколонные портики украшают фасад строения.
В 1873 года храм был приписным к Никольскому храму села Апоничищи, в котором в штате состояли священник и псаломщик. В состав прихода, кроме села Прудки, входили также деревни Алтухово и Плешково, сельцо Здешкино, сельцо Вельиминово.
После революции 1917 года церковь была закрыта советскими властями, колокольня разрушена взрывом. В здании был размещён зерносклад. Советские чиновники разорили и осквернили захороненного под алтарём генерала Ф. Ф. Брандта. Иконы и церковное убранство были похищены, красивейшие фрески исчезли.
В 1998 году было принято решение о создание церковной общины. Храм вернули верующим. Начались реставрационные и восстановительные работы.
К 2011 году полностью завершены кровельные работы на куполе, отремонтированы также алтарь и трапезная часть храма, новый церковный крест был установлен и освящён. Окна и двери были смонтированы, алтарная преграда была выложена из кирпича. В храме регулярно совершается Божественная литургия, служатся молебны и панихиды.